# Sandra James
Pour les articles homonymes, voir James.
 (juillet 2019).
Sandra James est une ancienne athlète zimbabwéenne qui a remporté onze médailles dans quatre sports différents aux Jeux paralympiques.

## 1972: Représentant la Rhodésie
Sandra James représente la Rhodésie aux Jeux paralympiques d'été de 1972 à Heidelberg. Elle concoure en athlétisme et en natation.
En athlétisme, elle participe aux épreuves du lancer du disque, du lancer du javelot et du lancer du poids dans la catégorie 1A. Au lancer du disque, elle remporte le bronze avec un lancer de 6,00 m, derrière les compétitrices allemandes et argentines. Au javelot, elle remporte la médaille d'or avec un lancer de 5,22 m, la Canadienne J. Murland terminant deuxième avec 4,68 m. Au lancer du poids, l'athlète néerlandaise De Vries-Noordam domine avec un lancer de 2,59 m. Le lancer de Sandra James de 1,96 m est juste suffisant pour obtenir la deuxième place devant Murland (1,91 m).
En natation, elle participe à trois courses de 25 m, également dans la catégorie 1A. En dos, elle termine sixième et dernière en 1:47,3, tandis que l'américaine Karen Donaldson établi un record du monde en 39,8 s. En nage libre, elle est la seule concurrente et remporte l'or simplement en terminant la course. Son temps de 1:10,0 est néanmoins le record du monde. À la brasse, la nageuse allemande Mayerhofer prend une nette avance pour gagner en 47 secondes, mais le temps de Sandra James de 1:13,3 est suffisant pour gagner de l'argent, devant deux autres nageuses.
Ce sera la dernière participation de la Rhodésie aux Jeux paralympiques. Rejeté par une grande partie de la communauté internationale, le pays étant impliqué dans la guerre du Bush de Rhodésie du Sud au moment des Jeux de 1976, la Rhodésie n'y participe pas. Le Zimbabwe, l'État successeur de la Rhodésie, commence à participer aux Jeux paralympiques dès sa création et Sandra James participe à nouveau aux Jeux paralympiques avec la délégation du Zimbabwe lors des Jeux de 1980.

## 1980: Représentant le Zimbabwe
En 1980, Sandra James pratique l'athlétisme, la natation, la boccia et le tennis de table.
En athlétisme, elle remporte trois médailles d'argent dans les épreuves du disque, du lancer du poids et du lancer de massue (catégorie 1A). À la massue, elle réalise un lancer de 13,72 m, derrière le record du monde de la Mexicaine Josefina Cornejo de 18,05 m. Au lancer du disque, son résultat de 7,26 m lui vaut la deuxième place derrière Cornejo (8,42 m), tandis qu'au lancer du poids, ses 2,72 m lui valent une troisième médaille d'argent derrière la recordwoman Cornejo et ses 2,94 m.
À la boccia, elle prend part à la compétition en double dans la catégorie 1A-1B, avec sa coéquipière Eileen Robertson. L'épreuve consiste en une seule rencontre contre M. McLellan et Jane Blackburn, représentantes de la Grande-Bretagne. La paire britannique remporte le match, laissant aux Zimbabwéennes la médaille d'argent.
En natation, Sandra James participe aux mêmes épreuves que huit ans plus tôt. En dos, elle termine quatrième et dernière, loin derrière la troisième, l'Argentine Eugenia Garcia, avec un temps de 1:43,46 contre 56,76 s. L'Américaine Donaldson établi un record du monde en 35,09 s. En nage libre, elle termine également quatrième et dernière en 1:10,69. À la brasse, étant l'une des deux seules compétitrices, elle gagne la médaille d'argent en 1:10,75, derrière Garcia et ses 1:00,82.
En tennis de table, James et Robertson sont l'une des trois seules paires concourant dans la catégorie 1B. En demi-finale, elles sont battues 0 à 3 par les Norvégiennes Marit Lysen et A. Klausen. Dans l'autre demi-finale, l'Irlande gagne par forfait contre le Mexique, ce dernier s'étant désisté. La Norvège bat l'Irlande en finale. Aucune médaille de bronze n'est décernée. James résiste en simple, où elle est l'une des trois concurrentes de la catégorie 1A. Elle perd 1 à 2 contre l'Irlandaise J. Toomey, mais bat la Mexicaine Josefina Cornejo, par 2 à 0 et remporte ainsi la médaille d'argent.
Ce fut la dernière participation de James aux Jeux Paralympiques